# Congresso da República da Guatemala
O Congresso da República da Guatemala (Congreso de la República de Guatemala) é a sede do poder legislativo da Guatemala. O parlamento é no formato unicameral e é composto de 158 deputados eleitos para mandatos de 4 anos, sendo 29 desses deputados eleitos nacionalmente e o resto eleitos em cada um dos 22 círculos eleitorais do país por representação proporcional.

## Cículos eleitorais
| Departamento         | Deputados |
| -------------------- | --------- |
| Listado Nacional     | 31        |
| Distrito Central     | 19        |
| Alta Verapaz         | 9         |
| Baja Verapaz         | 2         |
| Chimaltenango        | 5         |
| Chiquimula           | 3         |
| El Progreso          | 1         |
| Escuintla            | 6         |
| Guatemala (Distrito) | 11        |
| Huehuetenango        | 10        |
| Izabal               | 3         |
| Jalapa               | 3         |
| Jutiapa              | 4         |
| Petén                | 4         |
| Quetzaltenango       | 7         |
| Quiché               | 8         |
| Retalhuleu           | 3         |
| Sacatepéquez         | 3         |
| San Marcos           | 9         |
| Santa Rosa           | 3         |
| Sololá               | 3         |
| Suchitepéquez        | 5         |
| Totonicapán          | 4         |
| Zacapa               | 2         |
| Total                | 158       |